# Meticillin
A meticillin vagy methicillin (USAN) egy szűk hatásspektrumú béta-laktám antibiotikum, a penicillinek családjából. 1959-ben szintetizálta először a Beecham Group nevű vállalatcsoport.
Korábban Gram-pozitív baktériumok által okozott fertőzések kezelésére használták, különösen olyan béta-laktamázt termelő törzsek ellen, mint a Staphylococcus aureus, melyek a legtöbb penicillinre rezisztensek, de ma már klinikailag nem használják. Terápiás szerepét nagyrészt átvette a flucloxacillin és a dicloxacillin, bár a „meticillin-rezisztens Staphylococcus aureus” (MRSA) kifejezést ma is használják az ilyen penicillin-rezisztens baktériumtörzsek jelölésére.

## Hatásmechanizmusa
A többi béta-laktám antibiotikumhoz hasonlóan a meticillin is a bakteriális sejtfajszintézist gátolja. Gátolja a keresztkötések kialakulását a lineáris peptidoglikán polimerláncok között, melyek a Gram-pozitív baktériumok sejtfalát alkotják. Ezt a hatást a transzpeptidáz enzim gátlásán keresztül fejti ki, amely a baktériumokban a D-alanil-alanin peptid keresztkötéseinek kialakításáért felelős a peptidoglikán szintézisében.
A meticillin és a többi béta-laktám antibiotikum szerkezeti analógjai a D-alanil-alanin-nak, és a transzpeptidáz enzimek, melyek megkötik őket, penicillinkötő fehérjék (PBP) néven is ismertek. (Gladwin–Trattler, 2004)